# Bandar Sukabumi
Bandar Sukabumi is een bestuurslaag in het regentschap Tanggamus van de provincie Lampung, Indonesië. Bandar Sukabumi telt 3217 inwoners (volkstelling 2010).